# Faro del Cabo Nachtigal
El faro del Cabo Nachtigal es un faro situado en el Cabo Nachtigal, en la ciudad de El Uatia, en la región de Guelmim-Río Noun, Marruecos. Está gestionado por la autoridad portuaria y marítima del Ministère de l'équipement, du transport, de la logistique et de l'eau.

## Características
Se trata de una torre que está soportada por tres columnas de mampostería lisa que se puso en servicio en 1977.